# جاناثا فيموكسي بيرامونا
جاناثا فيموكسي بيرامونا (جي في بي)، (بالإنجليزية: Janatha Vimukthi Peramuna) («جبهة التحرير الشعبية: People's Liberation Front»)، حزب شيوعي ماركسي-لينيني ومنظمة متشددة سابقة في سريلانكا. شاركت الحركة في انتفاضتين مسلحتين ضد حكومة سريلانكا: مرة في عام 1971 (إس إل إف بي: حزب الحرية السريلانكي)، ومرة أخرى في عامي 1987-89 (يو إن بي: الحزب الوطني المتحد). تمثل الدافع لكلتا الانتفاضتين في إنشاء دولة اشتراكية.
في البداية، كان حزب (جي في بي) عبارة عن منظمة صغيرة نمت لتشكل حزبًا منظمًا جيدًا بإمكانه التأثير على السياسة السائدة. قام أعضاؤها بحملة علنية للحكومة الائتلافية اليسارية، الجبهة المتحدة. بعد خيبة أملهم من التحالف، نظموا تمردًا ضد دومينيون سيلان في أوائل عام 1971، والذي اشتد بعد الحظر المفروض على الحزب. استولى الذراع العسكري للحرس الأحمر على أكثر من 76 معقلًا للشرطة في جميع أنحاء جزيرة سيلان.
دخل حزب (جي في بي) السياسة الديمقراطية في عام 1977 بعد أن أطلق الرئيس جونيوس ريتشارد جيوردين سراح زعيم الحزب روحانا ويجاييرا من السجن. بعد انهيار الحكومة الائتلافية للجبهة المتحدة، خاض ويجاييرا الانتخابات الرئاسية في عام 1982 وحصل على 4.16 في المائة من الأصوات المدلى بها. قبل الانتخابات، أدين من قِبَل لجنة العدالة الجنائية (سي جي سي) بتهمة التآمر للإطاحة بالدولة عن طريق العنف. بدأ حزب (جي في بي) تمردًا أكثر تنظيمًا للمرة الثانية في عام 1987 بعد توقيع الاتفاق الهندي السريلانكي.
بعد عملية الجمع الخاصة وموت ويجاييرا، عاد حزب (جي في بي) إلى الانتخابات تحت اسم جبهة الإنقاذ الوطني. قام أعضاء حزب التحرير المشترك الباقون على قيد الحياة بحملتهم الانتخابية في انتخابات عام 1994، لكنهم انسحبوا في النهاية ودعموا حزب المعارضة القومي، حزب الحرية السريلانكي. في عام 2004، انضم أعضاء الحزب إلى الحكومة كجزء من تحالف الحرية الشعب الاتحادي لدعم الحكومة في حربها ضد نمور التاميل، لكنهم تركوا الحكومة الائتلافية بعد ذلك.
في وقت لاحق، تنافس الحزب تحت ظل ائتلافه الوطني ومنذ ذلك الحين أصبح طرفًا ثالثًا بارزًا في السياسة السريلانكية بشكل عام.

## الخلفية
شُكل حزب (جي في بي) في عام 1965 لتوفير قوة رائدة للثورة الشيوعية في سريلانكا. في عام 1965، نُظمت أربعة أحزاب سياسية يسارية أخرى: حزب لانكا ساما ساماجا (إل إس إس بي)، الذي تأسس في عام 1935 كأول حزب سياسي في سريلانكا؛ والحزب الشيوعي السريلانكي (سي بي إس إل)، الذي انفصل عن حزب (إل إس إس بي) وشكّل حزبه الخاص في عام 1943 بسبب خلافات في الرأي حول دعم بريطانيا خلال الحرب العالمية الثانية؛ وحزب ماهاجانا إكساث بيرامونا (إم إي بي)؛ والحزب الشيوعي السيلاني.
منذ استقلال البلاد، حكم الحزبان الرئيسيان الحزب الوطني المتحد (يو إن بي) وحزب الحرية السريلانكي (إس إل إف بي)، الذي انفصل عن الحزب الوطني المتحد في عام 1951)، لمدة ثماني سنوات لكل منهما، ما زاد الأوضاع الاقتصادية سوءًا. وفقًا لمؤسسي حزب (جي في بي)، لم يتمكن أي من الطرفين من تنفيذ حتى إجراء واحد لحل الأزمة. اعتبر الحزب دخول ثلاثة أحزاب يسارية إلى الجبهة المتحدة لسريلانكا في عام 1964 خيانة واعية لتطلعات الشعب والطبقة العاملة. ارتفعت نسبة التضخم والبطالة وأسعار المواد الغذائية على الرغم من جهود الحكومة لمنعها.

### روحانا ويجاييرا
كان والد روحانا ويجاييرا ناشطًا سياسيًا في حزب (سي بي إس إل). خلال الحملة الانتخابية في الستينيات، تعرض لاعتداء شديد على يد أعضاء الحزب الوطني المتحد، ما أدى إلى إصابته بالشلل؛ من المحتمل أن يكون ويجاييرا قد تأثر عاطفيًا بهذه الحادثة، ما قد يكون السبب في تغيير آرائه وشعوره بالكراهية ضد حزب (يو إن بي). عندما تم تهديد فرصة التعليم الخارجي لـويجاييرا نتيجة لعجز والده، رتب حزب (سي بي إس إل) منحة دراسية له لدراسة الطب في الجامعة الروسية لصداقة الشعوب في موسكو، حيث قرأ أعمال كارل ماركس وفريدريش إنجلز ولينين، حتى أصبح ماركسيًا ملتزمًا.